# Райгородка (Щастинський район)
Райгоро́дка — село в Україні, у Новоайдарській селищній громаді Щастинського району Луганської області. Населення становить 2074 особи. Орган місцевого самоврядування — Райгородська сільська рада.

## Населення
За даними перепису 2001 року населення села становило 2074 особи, з них 8,53% зазначили рідною українську мову, 90,94% — російську, а 0,53% — іншу.

## Новітня історія
26 листопада 2014-го терористи обстріляли автомобіль ЗСУ біля Райгородки зі стрілецької зброї під час перетину блокпосту, загинув старший солдат 12-го батальйону тероборони «Київ» Віталій Крижак.

## Постаті
- Білецький Євген Миколайович - генерал-хорунжий Армії УНР.